# Cirrhochrista minuta
Cirrhochrista minuta là một loài bướm đêm trong họ Crambidae.